# サナームチャイ駅
サナームチャイ駅（サナームチャイえき、タイ語：สถานีสนามไชย）は、タイ王国バンコク都プラナコーン区プラボーロムマハーラーチャワン地区にある、バンコク・メトロ（MRT）ブルーラインの駅。駅番号は「BL31」。

## 歴史
- 2019年
  - 7月29日 - ブルーライン・フワランポーン - タープラ試運転開通と同時に営業開始。
  - 9月29日 - 正式開業。
- 2020年11月27日 - 駅建設時に発掘された遺物を駅構内で展示開始。

## 駅構造
サナームチャイ通りの地下に位置する地下駅。地下1階がコンコース階（改札口）であり、地下2階にあるプラットホームは島式1面2線構造であり、フルハイトタイプのホームドアを完備している。

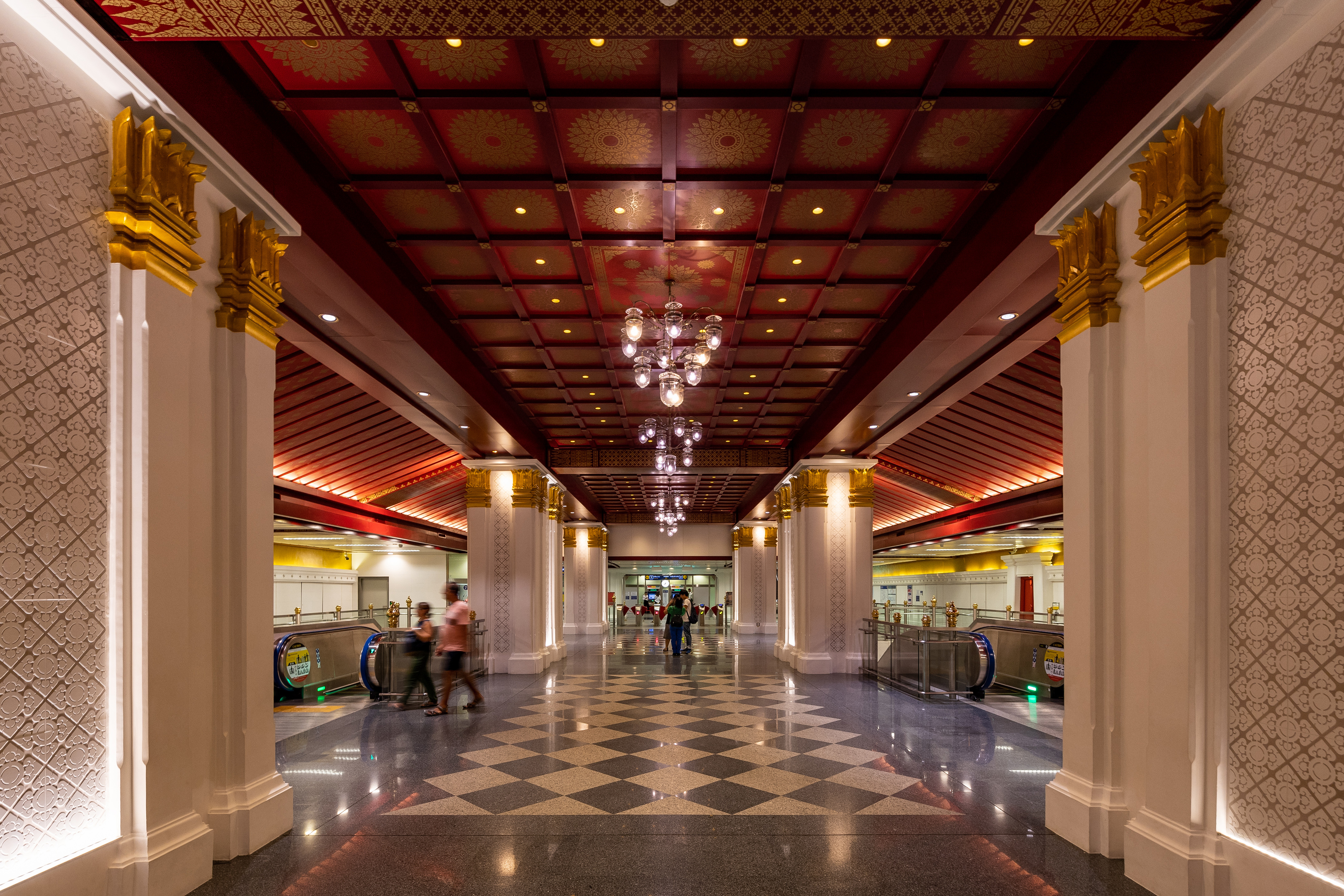
コンコース

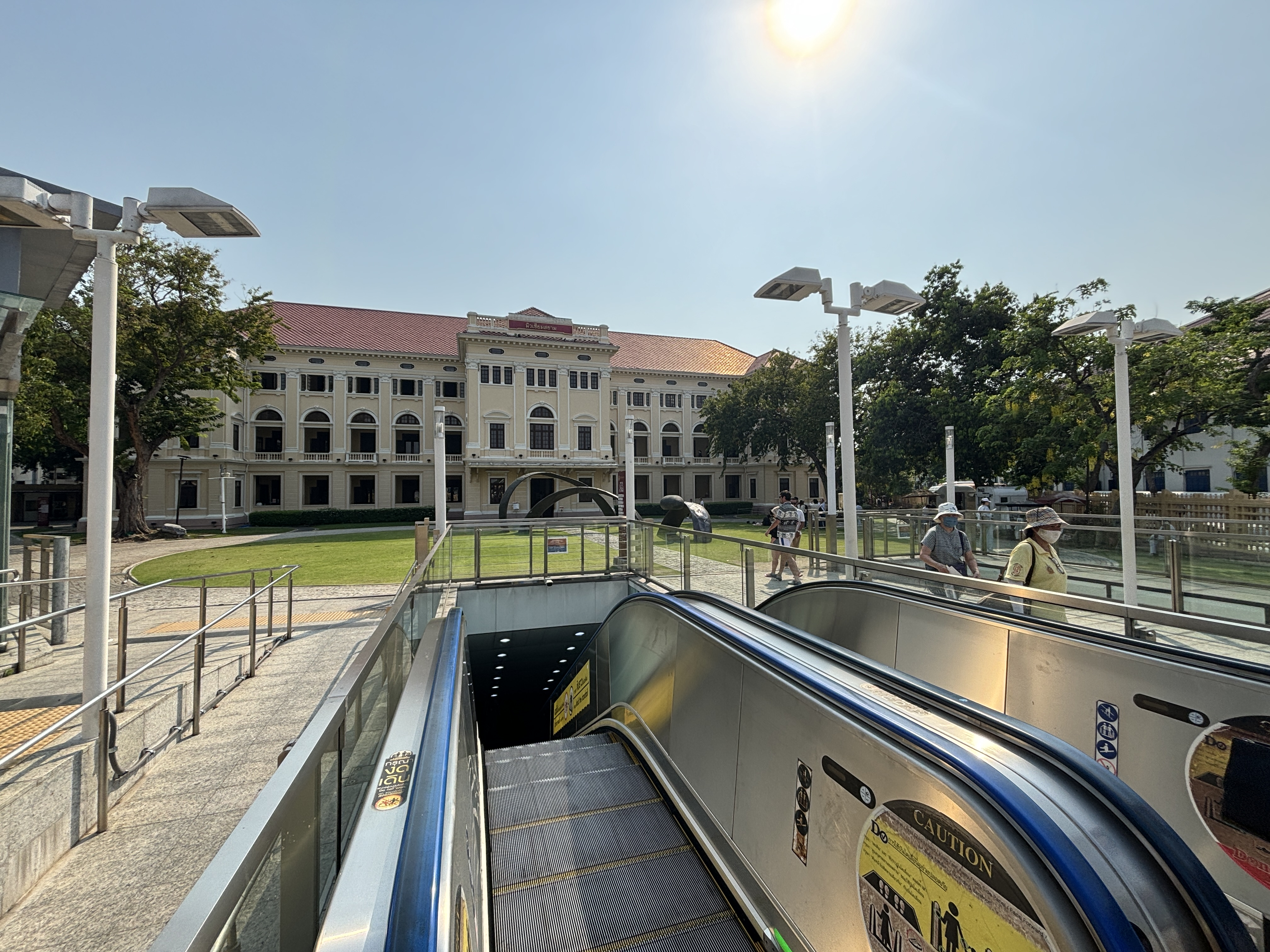
1番出入口

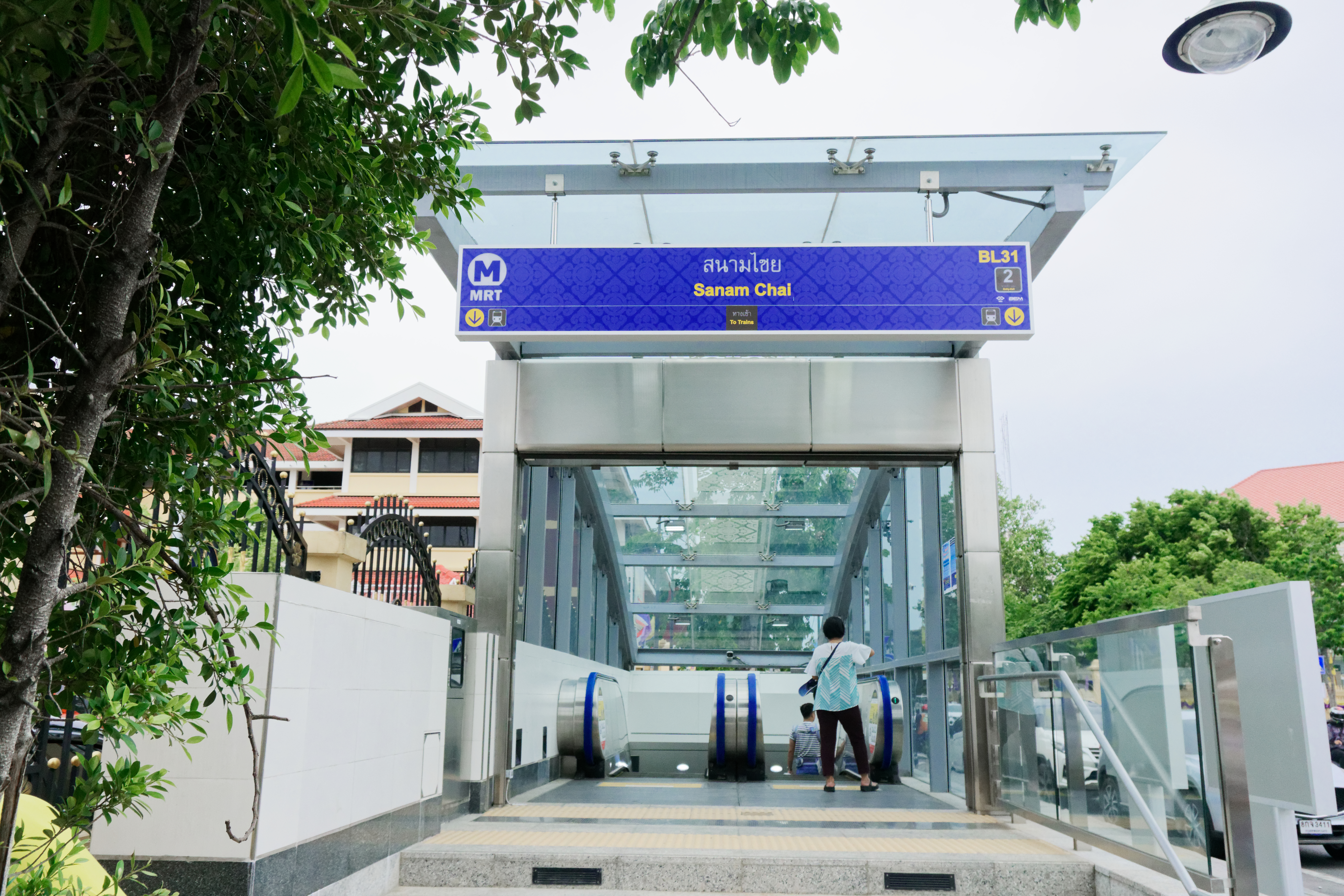
2番出入口

当駅が大王宮の最寄駅であることを表すために、ピンヨー・スワンキリにより初期のラッタナコシン風で設計・デザインされた。コンコース階は大王宮の王座の間連想させるデザインとなっており、このデザインのために金箔が使用されている。側壁はバンコクの旧市街の城壁を連想させるデザインとなっている。換気システムが天井ではなく横側に設置されており、そのため天井は他の地下鉄駅よりも高くなっている。
出入口は5箇所あり、その内1番出入口はCH.Karnchang、PLCによって特別に設計された。出口の後ろにあるサイアム博物館の景色を遮らないように、屋根無しの状態でエスカレーターがむき出しとなっている。
駅の建設による掘削時にモンクット王やチュラロンコン王治世時代の硬貨など、複数の歴史的遺物が発掘された。これらの遺物は保存と研究の為に芸術局とサヤーム博物館に譲渡された。その後、遺物をコンコース階の1番出入口付近で展示する計画が発表され、2020年11月27日に無料で展示・公開された。

### のりば
| 番線 | 路線         | 行先                                                     |
| ---- | ------------ | -------------------------------------------------------- |
| 1    | ブルーライン | タープラ・バーンワー・ラックソーン方面                   |
| 2    | ブルーライン | フワランポーン・スクムウィット・バーンスー・タープラ方面 |

## 駅周辺
- ワット・ポー
- サヤーム博物館
- プラタムナック・スアンクラーブ校（タイ語版）
- 大王宮
- ボロッムピマーン宮殿（タイ語版）
- ワット・プラケーオ
- ターティアンマーケット（タイ語版、英語版）
- 領土防衛司令部（タイ語版、英語版）
- サラーンロム公園（タイ語版、英語版）
- サラーンロム宮殿（タイ語版、英語版）
- ラーチニー学校（タイ語版、英語版）
- ヨートピーマン・リバーウォーク（英語版）
  - チャオプラヤー・エクスプレス ラーチニー船着場
- パーククローン市場（タイ語版、英語版）

## 隣の駅
バンコク・メトロ
 ブルーライン
サムヨード駅 (BL30) - サナームチャイ駅 (BL31) - イサラパープ駅 (BL32)